# Pagudpud
Pagudpud ist eine philippinische Stadtgemeinde in der Provinz Ilocos Norte und liegt westlich von Cagayan am Südchinesischen Meer. Im Jahre 2015 zählte sie 23.770 Einwohner.
Pagudpud ist berühmt für seine weißen Strände mit Kokospalmen und kristallblauem Wasser. Ansonsten fällt das Land sehr steil zum Meer hin ab. Eine Stelzenbrücke führt zum Kalbario-Patapat-Nationalpark und nach Cagayan.
Pagudpud ist in folgende 16 Baranggays aufgeteilt:
| - Aggasi - Baduang - Balaoi - Burayoc - Caparispisan - Caunayan - Dampig - Ligaya | - Pancian - Pasaleng - Poblacion 1 - Poblacion 2 - Saguigui - Saud - Subec - Tarrag |